# NGC 2325
NGC 2325 is een elliptisch sterrenstelsel in het sterrenbeeld Grote Hond. Het hemelobject werd op 1 februari 1837 ontdekt door de Britse astronoom John Herschel.

## Epsilon en Sigma Canis Majoris
Vanaf de aarde gezien vormt het stelsel NGC 2325 samen met de sterren Epsilon Canis Majoris (Adharaz) en Sigma Canis Majoris (Unurgunite) een gelijkbenige driehoek.

## Synoniemen
- ESO 427-28
- MCG -5-17-5
- PGC 20047